# Печера «Руїна»
Пече́ра «Руї́на» — геологічна пам'ятка природи місцевого значення в Україні. Розташована в межах Юрковецької сільської громади Чернівецького району Чернівецької області, на північ від села Юрківці.
Площа 0,3 га. Статус присвоєно згідно з рішенням облвиконкому від 17.03.1992 року № 72. Перебуває у віданні: Юрковецька сільська рада.
Статус присвоєно для збереження карстового провалу, який утворився на місці колишньої реліктової печери. Є фрагменти діючих підземних заводнених галерей.
Печера «Руїна» розташована на території карстово-спелеологічного заказника «Юрківський карст».